# Bozburun

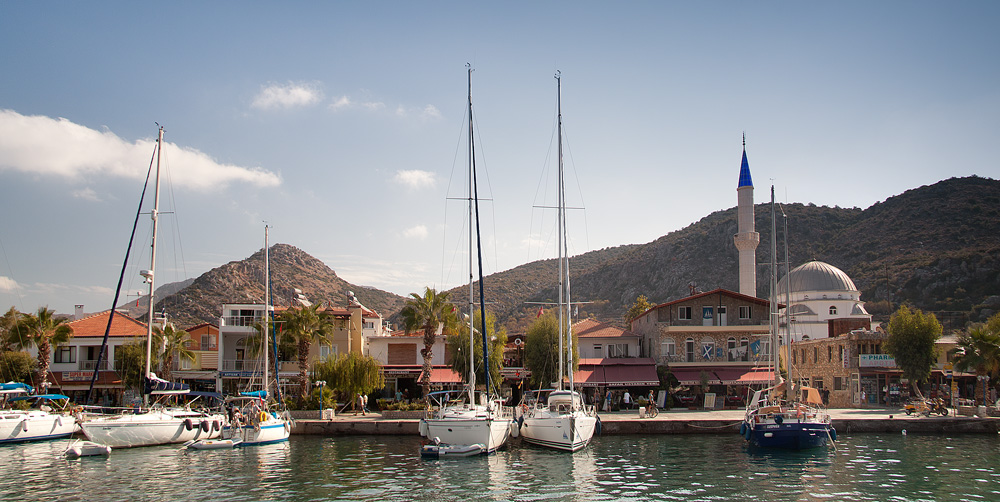
Bozburun (2010)

Bozburun ist eine Hafenstadt an der türkischen Ägäisküste.
Sie gehört zum größeren Marmaris. Zusammen mit Bodrum ist Bozburun der einzige verbliebene Bauort der traditionellen Gulets. Das Dorf hat zwei Moscheen, eine Grundschule und eine weiterführende Schule.